# Camargue (cavallo)
Il Camargue è una razza di piccoli cavalli da sella rustici dal mantello prevalentemente grigio, originaria della regione omonima nel sud della Francia, la Camargue, situata nel delta del Rodano, nei dipartimenti del Gard e delle Bocche del Rodano. Questo cavallo vive tradizionalmente in libertà nelle paludi d'origine. È considerata una delle razze più antiche al mondo. Si è diffusa anche in altre parti del mondo per la sua capacità di adattarsi alle zone umide. Il suo principale utilizzo in Camargue è la conduzione delle mandrie di tori di razza camarghese verso il maneggio (in francese manade) dove avviene, attraverso tecniche sviluppate negli anni, la scelta dei capi di bovino (in francese triage), generalmente tre, da portare all'arena (abrivado). Dopo la tipica course camarguaise, i tori vengono riportati al pascolo, operazione più facile dell'abrivado perché i tori tornano da soli a casa hanno solo bisogno di essere accompagnati (bandido).

## Morfologia
Il Camargue è un cavallo rustico e resistente, viene usato sia per la sella che per la soma. Morfologicamente si tratta di un equide di medie dimensioni, con altezza al garrese di 1,35 e 1,50 metri. Pesa tra i 300 e i 500 kg di media. Nasce baio scuro o morello e solo in età adulta il mantello cambia diventando grigio lievemente pomellato, caratteristico della specie. La testa è grande, con ganasce pronunciate, la fronte è larga, le orecchie corte ma larghe, gli occhi grandi ed espressivi. Questa caratteristica gli consente di proteggere il corpo dal forte vento di maestrale che soffia nella regione. Il collo è piuttosto corto e muscoloso, largo alla base con criniera ricca ma irsuta. Il garrese è piuttosto pronunciato, la linea dorso-lombare è dritta, le reni sono piuttosto lunghe e i fianchi sviluppati. La groppa è obliqua, la coda folta e fluente, il torace è ampio, la spalla dritta e piuttosto corta. Gli arti sono solidi, con articolazioni asciutte, avambracci e gambe lunghi, zoccoli forniti di unghie resistenti. Le zampe sono molto robuste e corte per resistere all'umidità visto che sono costantemente a bagno negli acquitrini.
Il mantello dei cavalli giovani è nero, per proteggersi dai raggi solari e mimetizzarsi meglio con il terreno; quando raggiungono l'età adulta, circa 4 anni, il loro mantello cambia di colore assumendo il tipico colore grigiastro. Con il passare del tempo il cavallo della Camargue si è adattato a vivere in un ambiente relativamente inospitale e a convivere con il toro della Camargue, questo lo porta anche ad aggredire il toro.
Il cavallo di Camargue deve rispondere a uno standard morfologico e di mantello molto preciso per poter essere iscritto e ammesso nel libro genealogico della razza sin dalla sua apertura, nel 1978. Raggiunge la maturità piuttosto tardi, all'età di 5 o 7 anni, ma la sua longevità è eccezionale, di circa 25 anni. Infatti, è un cavallo camarguais a detenere il record di longevità in Francia: L'Ours, di proprietà di Marius Coulomb, a La Roque-d'Anthéron nelle Bocche del Rodano, è morto il 6 aprile 1993 all'età di 47 anni.

### Particolarità della razza
I puledri camarguesi nascono con un mantello scuro che si schiarisce con l'età, fino a diventare quasi bianco. Una delle caratteristiche principali della razza è infatti il suo mantello grigio, che è obbligatorio per l'iscrizione al libro genealogico; ogni cavallo di un altro colore viene automaticamente radiato dal registro di allevamento. I puledri possiedono un mantello generalmente sauro, baio o roano che si schiarisce tramite l'effetto di un gene chiamato “grizzinatura" il quale non permette la migrazione dei pigmenti nel pelo. Questa razza è spesso soggetta a melanomi cutanei come la maggior parte dei cavalli grigi.

## Storia

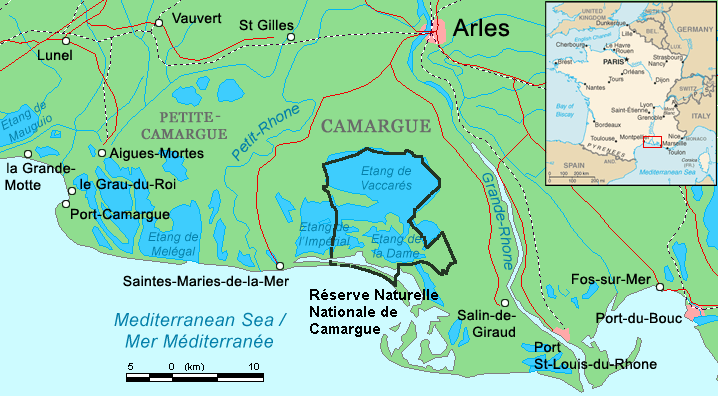
Mappa della Camargue, regione d'origine della razza.

Di questa razza equina si hanno notizie fin dalla preistoria ma la sua origine è piena di oscurità. Originario dell'omonima zona della Francia, non è da escludere che abbia avuto contatti con cavalli asiatici portati da Ostrogoti e Vandali. Nel corso dei secoli ha subito una chiara influenza berbera e, probabilmente anche araba. Ma al di la degli eventuali apporti di sangue, ciò che da sempre forgia il Camargue è la sua rusticità e la sua estrema resistenza agli ambienti paludosi e salmastri dai quali proviene. Nel XIX secolo sono stati effettuati alcuni tentativi di miglioramento della razza ma non si sono ottenuti risultati concreti. Questo "rifiuto" per l'apporto di sangue esterno sta a indicare che l'origine "primitiva" ne ha fissato la tipologia in modo talmente stabile che difficilmente anche in futuro il Camargue potrà cambiare i suoi caratteri morfologici. La razza sembra non aver avuto molta fama e importanza economica prima del XX secolo. Essa perdura grazie alla sua utilità locale. 
Gli esemplari che vivono ancora in libertà tra i canneti e le paludi in piccoli branchi compost da uno stallone, alcune femmine e qualche maschio inferiore ai tre anni, vengono sottoposti a ispezioni annuali e a marchiatura (il marchio a forma di scudo con una "C" al centro viene impresso sulla coscia sinistra). Alcuni soggetti vengono poi catturati e domati: in questa fase il Camargue ha un'indole piuttosto difficile e ribelle ma, una volta domato diventa un sincero e volenteroso collaboratore dell'uomo. La razza è stata riconosciuta ufficialmente nel 1968. 

### Miti e leggende
Numerosi racconti folcloristici fanno del cavallo carmaguese un animale "nato dalla schiuma del mare".
Jean Claude Girard, conservatore dei musei del Gard, riporta la leggenda di un uomo inseguito da un toro nero sulla spiaggia di Saintes-Maries-de-la-Mer. Non ebbe altra scelta che gettarsi nel mare. Mentre le onde lo portavano via, fu salvato da un destriero che uscì dalla schiuma e gli disse: "Non sarò mai tuo schiavo, ma tuo amico". L'uomo addomesticò il destriero per tre giorni e questo divenne sia il suo migliore amico che il fondatore dei cavalli camarguesi. Esistono leggere varianti di questa leggenda.

## Utilizzo

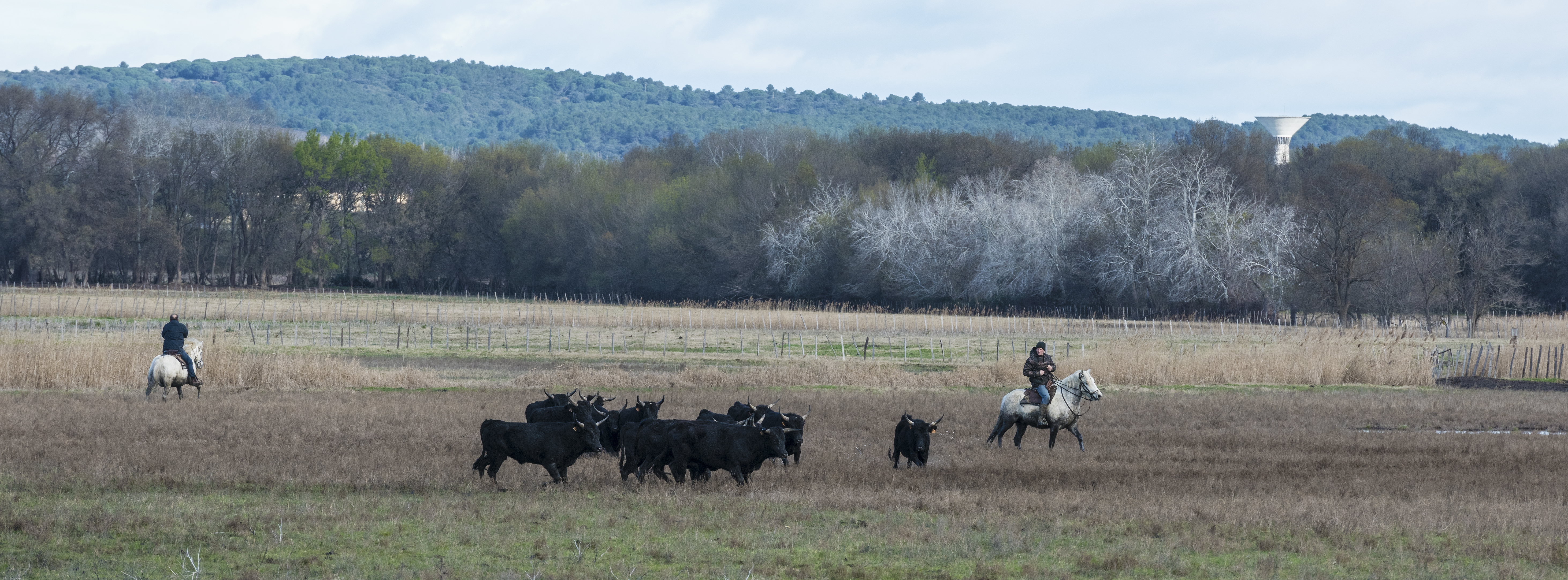

L'impiego primario del Camargue è sempre stato quello di cavallo da sella per i gardien, tipici guardiani che lavorano gli allevamenti dei piccoli tori neri da combattimento. Con essi, i docili cavalli bianchi manifestano un innato istinto nel radunare e condurre il bestiame, mostrando piede sicurissimo, coraggio e grande agilità. Da quando buona parte della Camargue è stata trasformata in riserva naturale, questi pony possono essere cavalcati dai turisti che, assieme a loro possono ammirare le selvagge bellezze del delta durante le escursioni guidate. Infine, viene usato anche per la soma: grazie al suo dorso potente e agli arti sviluppati è in grado di portare grandi pesi con poca fatica e per un periodo prolungato.